# Tobermory (Kanada)

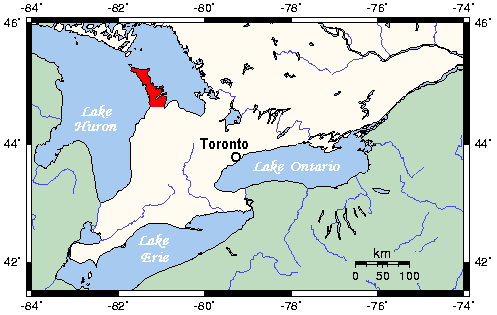
Położenie półwyspu Bruce zaznaczone czerwonym kolorem.

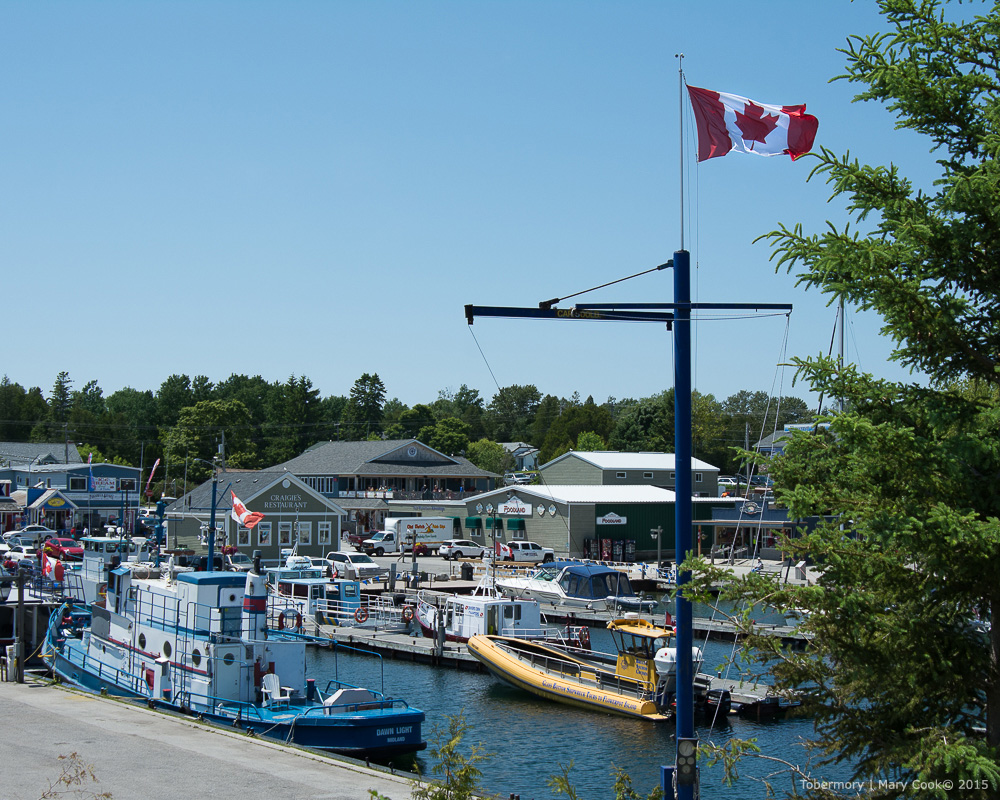
Port w Tobermory (Little Tub Harbour)

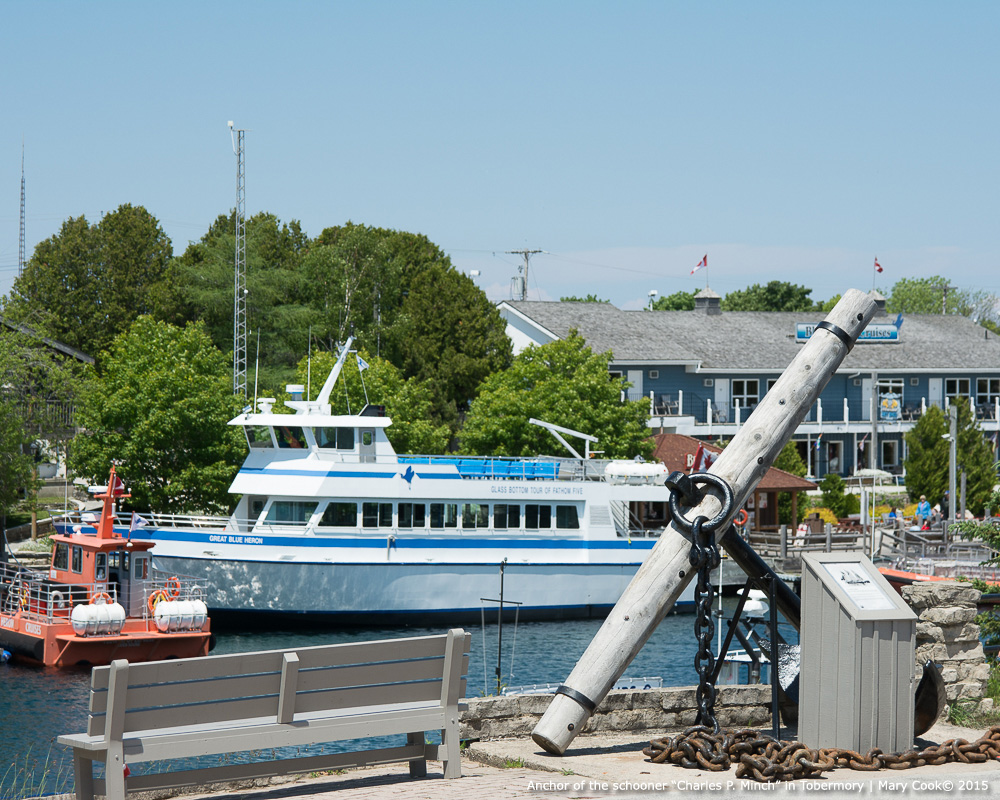
Port w Tobermory. Na pierwszym planie kotwica z trzymasztowego szkunera „Charles P. Minch”, który w październiku 1898 r. rozbił się na skałach u wybrzeży pobliskiej wyspy Cove Island.

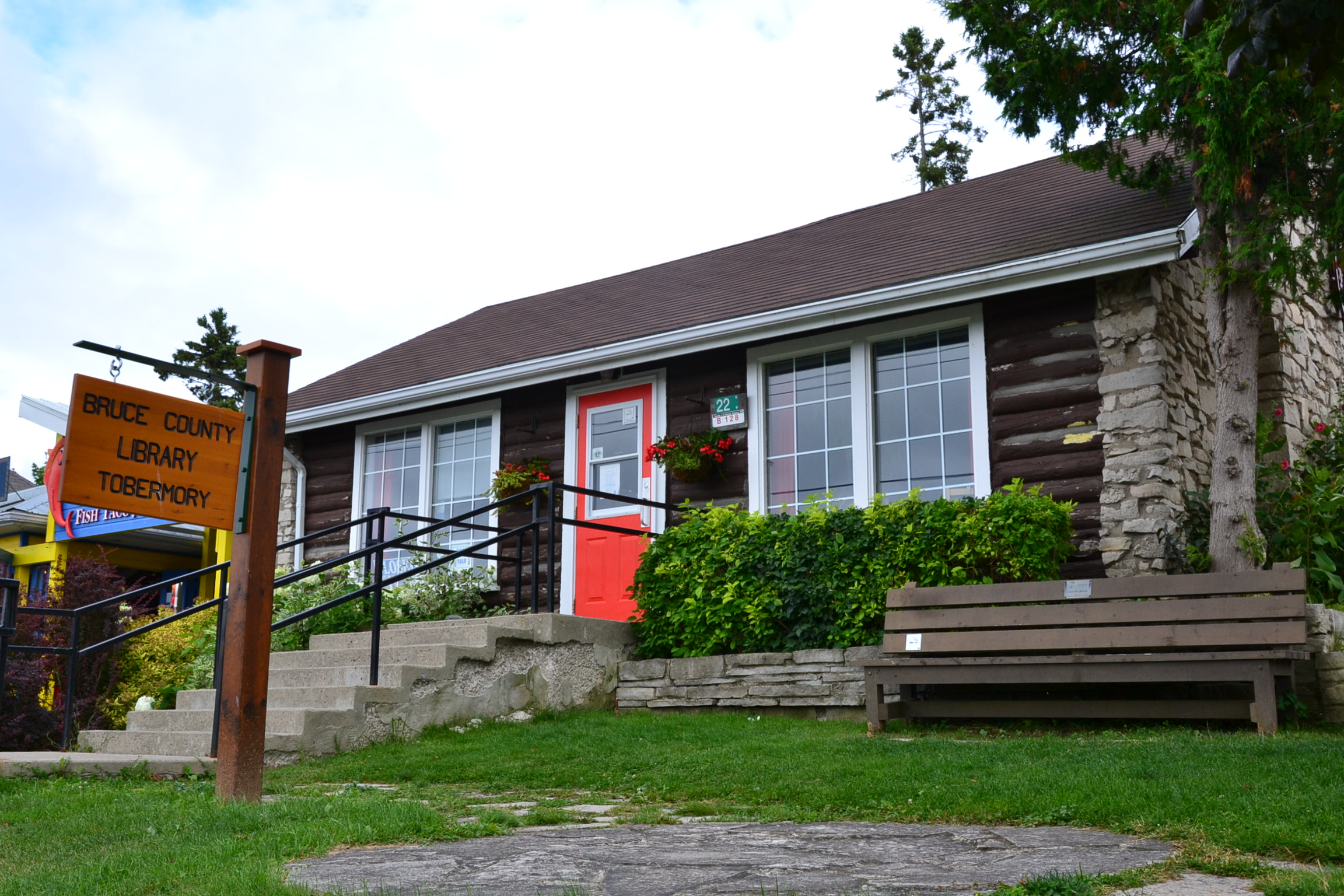
Biblioteka koło portu w Tobermory

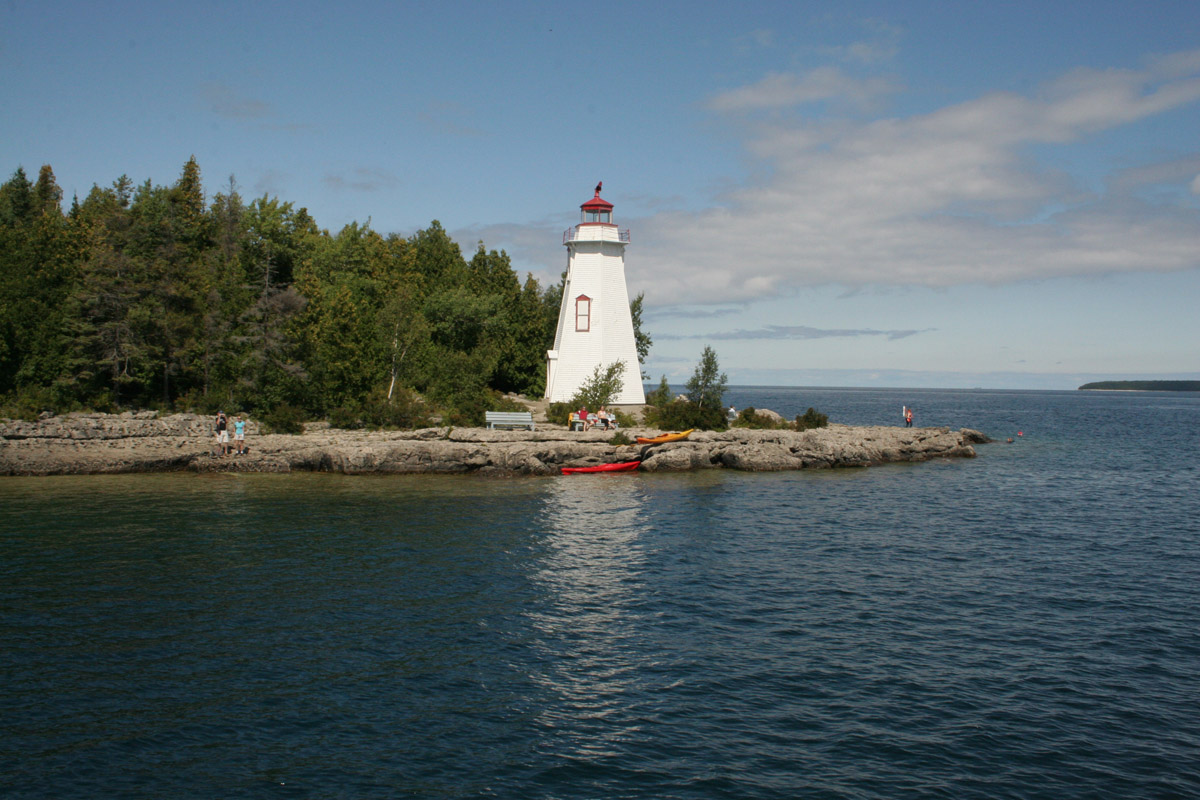
Stara latarnia „morska” u wylotu Big Tub Harbour

Tobermory – miejscowość w gminie Northern Bruce Peninsula, prowincji Ontario, w Kanadzie.

## Położenie
Tobermory leży na północnym skrawku półwyspu Bruce’a, rozdzielającego wielką Zatokę Georgian od właściwego jeziora Huron, ok. 300 km na północny zachód od Toronto. Najbliższym miastem jest Owen Sound, leżący 100 km na południe od Tobermory.

## Nazwa
Nazwę „Tobermory” nadano miejscowości z uwagi na podobieństwo tutejszej zatoki portowej do tej, jaka znajduje się w Tobermory na wyspie Mull leżącej w paśmie Hebrydów Wewnętrznych w Szkocji.

## Historia
Latem 1871 r. kapitan statku, pływającego po Huronie, John Charles Earl, osiadł nad głęboką zatoką na północnym krańcu Półwyspu Bruce’a, która dziś zwie się Big Tub Harbour. Głęboka i osłonięta od wiatrów zatoka była doskonałym schronieniem dla statków, przemierzających wody przesmyku między Georgian Bay a właściwym jeziorem Huron. Aby ułatwić jej odnalezienie, J.C. Earl zaczął zawieszać wieczorem zapaloną lampę olejową na wysokim drzewie na cyplu, ograniczającym zatokę od północy. Po pewnym czasie rząd prowincji Ontario uznał tę działalność za służbę publiczną i rozpoczął wypłacanie panu Earlowi pensji w wysokości 30 dolarów rocznie. W 1885 r. wybudowano na wspomnianym cyplu, kosztem 675 dolarów, drewnianą, sześciokątną latarnię wysokości 13 m, której czerwone światło było widoczne w promieniu 8 mil. Funkcjonowała ona do 1952 r., a ostatnim latarnikiem był Thomas Andrew Hopkins. Latarnia istnieje do dziś, będąc ulubionym celem spacerów turystów.
Jeszcze w tym samym roku 1871 po drugiej stronie dzisiejszego miasteczka, nad zatoką Dunk's Bay, pojawił się drugi osadnik. Już w następnym roku Cockwell & Grant zbudowali duży tartak z wytwórnią gontów nad niedaleką Crane River. W 1881 r. kolejny tartak powstał w samym Tobermory, a wkrótce przybyły dwa następne. W tym samym roku uruchomiona została poczta, a dwa lata później szkoła. Nowa osada stała się punktem, w którym krzyżowały się szlaki żeglugowe biegnące wzdłuż brzegu Georgian Bay oraz wzdłuż brzegu otwartego jeziora. Była także portem macierzystym sporej flotylli kutrów rybackich, której szczyt rozwoju przypadł na lata 30. XX w. Samo osiedle wypełniło się drewnianymi domkami, usytuowanymi wokół portowej zatoczki Little Tub, z których kilka dotrwało do naszych czasów.

## Współcześnie
Tobermory jak i jej okolice są dziś popularnym kierunkiem wakacyjnych wycieczek. Miejscowość jest rajem dla fanów nurkowania ze względu na wielką ilość wraków, spoczywających w okolicznych wodach. Z tego powodu nazywana jest "słodkowodną światową stolicą nurkowania".
Tobermory jest siedzibą dwóch kanadyjskich parków narodowych: Narodowy Park Morski Fathom Five oraz Park Narodowy Bruce Peninsula, ustanowionych w 1987 r. W 2006 r. na skraju miasteczka otwarty został nowoczesny Visitors Centre – ośrodek informacyjno-wystawienniczy wspólny dla obu parków. Zaaranżowane w nim bardzo interesujące ekspozycje przedstawiają przyrodę i historię Półwyspu Bruce’a.
W Tobermory znajduje się koniec najstarszego i najdłuższego znakowanego szlaku turystycznego w Kanadzie, zwanego Bruce Trail.

## St. Edmunds Township Museum
Muzeum znajduje się ok. 3 km na południe od portu w Tobermory, po wschodniej stronie drogi nr 6, tuż przed skrzyżowaniem z Warner Bay Road (biegnącą w kierunku zachodnim) i Little Cove Road (w kierunku wschodnim). Ulokowane jest w murowanym budynku dawnej szkoły, pochodzącym z 1898 r. Otwarte zostało w maju 1967 r. i jest utrzymywane staraniem lokalnego stowarzyszenia pn. The Northern Bruce Peninsula History Comittee.
Ekspozycje przedstawiają historię północnej części Półwyspu Bruce’a oraz życie zagospodarowujących go społeczności ludzkich. Na parterze dotyczą ona głównie użytkowania lasu, pozyskiwania drewna i jego obróbki. Na piętrze zgromadzone są eksponaty związane z jeziorem i żeglugą po nim: dawne mapy, modele i ilustracje dawnych statków oraz pamiątki ze spoczywających w okolicznych wodach 22 wraków. Obok budynku muzeum znajduje się drewniana, zrębowa chałupa, pochodząca z 1875 r., a przeniesiona w obecne miejsce w roku 1971. W jej wnętrzu prezentowane jest wyposażenie typowego domu z tej części Kanady z drugiej połowy XIX w.